# 香港浸信會聯會
香港浸信會聯會（英語：The Baptist Convention of Hong Kong，簡稱：浸聯會）是由各間獨立浸信會聯合組成的一個組織，旨在事工上合作，並無管轄權力。
浸聯會屬於美南浸信會信仰體制，成立於1938年3月27日，成立典禮在香港浸信教會舉行。至2015年5月，浸聯會成員的植堂教會有120間（成員教會104間），基址33間，福音聚會點10個，會友人數超過八萬人。

## 歷史

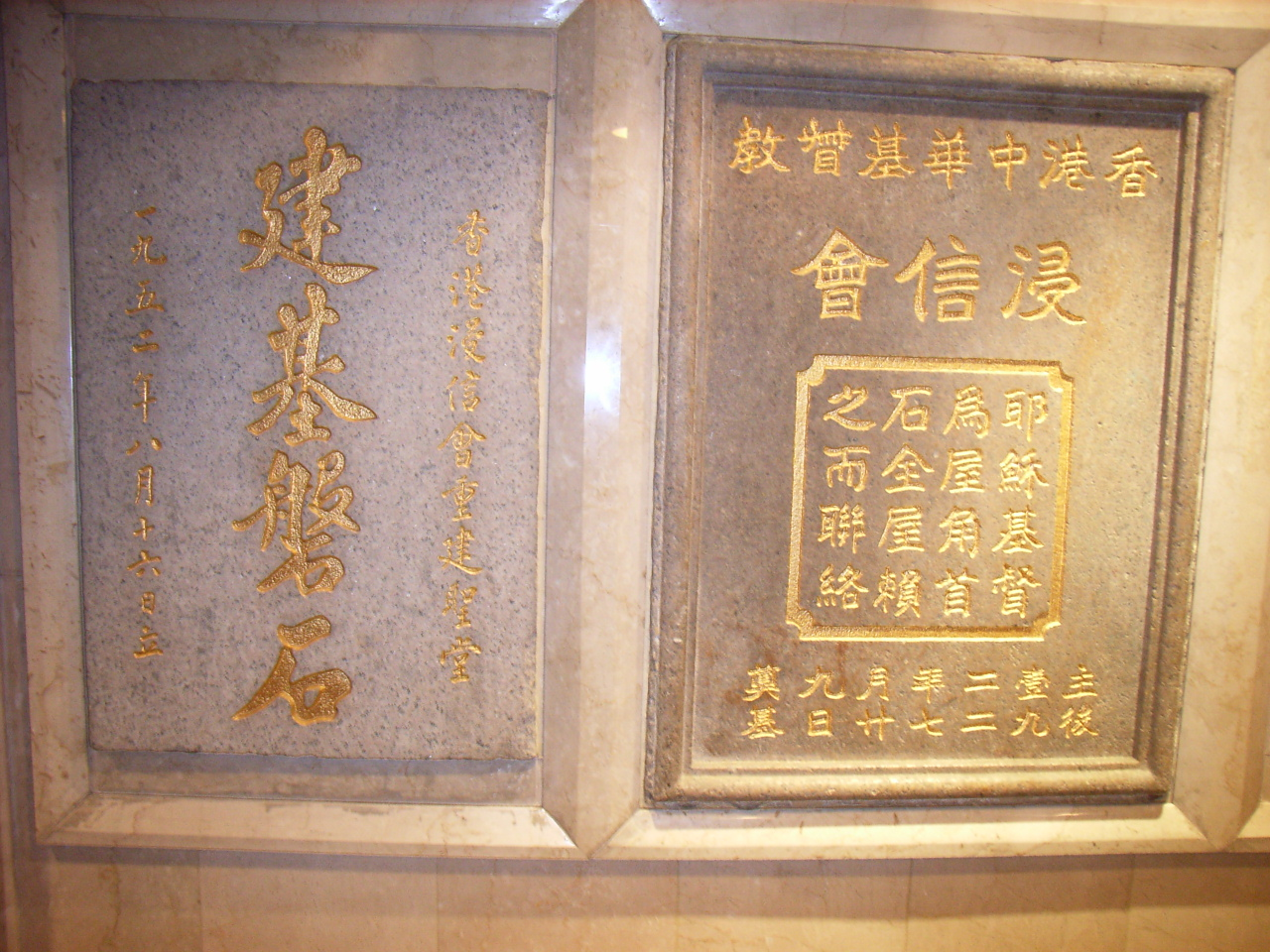
堅道香港浸信教會，基石

香港浸信會聯會籌創之初，適值日本侵華，中國大陸飽受戰火浩劫，加上中共建政，不少會友避禍香港。其時堅道香港浸信教會、長洲浸信會、香港仔浸信會，以及油麻地佈道所、九龍城佈道所、紅磡佈道所，為著聯絡信眾，廣傳福音及支援國內的會友，倡議組織浸信會聯會，於1938年3月27日，在堅道香港浸信教會舉行成立典禮。

戰後復員，又逢國共內戰，政局動盪，大批難民南來香港，由於人口驟增，香港政府在居住、醫療、教育和福利各種設施無力全面應付。香港浸信會聯會有見當時實際困境，隨即洽商美南浸信會捐款。1950年在老虎岩（即樂富）和何文田興建博愛村和何文田村，以供難民居住。為配合傳福音工作的發展，翌年在博愛村開設神學院，又在1952年成立醫務部。

## 2021年度常務委員會成員
- 會長：空缺
- 第一副會長：陳培輝牧師
- 第二副會長：馮蔡美蘭師母
- 第三副會長：空缺
- 書記：李慶堂弟兄
- 副書記：陳志威弟兄
- 司庫：葉耀昌弟兄
- 核數：羅志祥執事[4]

## 傳道事工
浸信會以傳道工作為教會聖工的主體，而傳道工作的發展，則以個別教會為基礎。
- 本地教會的建立

浸聯會於成立初期，只有3間教會三間佈道所，會友人數1178人；時至2015年5月，浸聯會成員的植堂教會有120間（成員教會104間），基址33間，福音聚會點10個，會友人數超過八萬人。
- 香港浸信會差會

在40年代後期和50年代初期，國內華人不斷遷移台灣、東南亞和美洲各地，浸聯會亦曾成立差會，先後差派宣教壬前往台灣、馬來西亞、北美洲等地宣教，以致華人浸信會在世界各地得以建立。
- 全港佈道大會的舉行

1956年11月11至25日一連兩週在港九舉行分區佈道會及球場佈道大會。1960、63、67、68年均有分區和球場佈道大會的舉行。至1970年分別於九龍界限街市政局球場及香港大球場，舉行佈道大會。
- 國內教會的交流

自中國於1979年實施改革開放政策以後，信仰宗教自由得到落實，本港浸信會與國內教會加深交流聯繫，並曾多次組團回到國內進行教會訪問。

### 浸聯會會堂
（資料更新日期：2021年9月16日）
各會堂詳細資料，請瀏覽浸聯會網站 （页面存档备份，存于）。
| - 上環浸信會（成員）上環蘇杭街 - 尖沙嘴浸信會坪洲福音堂（非成員）坪洲永安街 - 利群浸信會（非成員）香港仔香港仔大道 - 長洲浸信會（成員）長洲新興後街 - 香港（西區）潮語浸信會（成員）西環李寶龍台 - 香港上環潮語浸信會（非成員）上環德輔道西 - 香港仔浸信會（成員）香港仔水塘道 - 香港仔浸信會利安福音堂（非成員）鴨脷洲利東邨道 - 香港西區浸信教會（成員）西環德輔道西 - 香港浸信教會（成員）半山堅道 - 香港浸信教會石澳福音堂（非成員）石澳石澳村 - 香港浸信教會好鄰舍福音堂（非成員）西區山道 - 香港浸信教會赤柱福音堂（非成員）赤柱赤柱大街 - 香港國際浸信會（成員）黃竹坑業興街 - 香港堅尼地城浸信教會（成員）堅尼地城山市街 - 海怡浸信教會（成員）鴨脷洲海怡半島 - 置富浸信教會（成員）薄扶林薄扶林花園 - 鴨脷洲浸信會（成員）鴨脷洲新市街 - 小西灣浸信會福音堂（非成員）柴灣小西灣邨 - 北角浸信會（成員）北角蜆殼街 - 百德浸信會（成員）柴灣利眾街 - 香港天樂浸信教會（成員）新蒲崗大有街 - 香港浸信教會顯理福音堂（非成員）北角城市花園道 - 香港懷恩浸信教會（成員）北角書局街 - 香港懷恩浸信教會耀興浸信會福音堂（非成員）筲箕灣耀東邨 - 恩典國際浸信會（非成員）灣仔愛群道 - 恩牧浸信會福音堂（非成員）柴灣常安街 - 柴灣浸信會（成員）柴灣翡翠道 - 國際菲語浸信會（非成員）灣仔莊士敦道 - 康山浸信會（非成員）北角和富道 - 愛群道浸信會（成員）灣仔愛群道 - 新生命浸信會（成員）柴灣利眾街 - 筲箕灣浸信會（成員）筲箕灣西灣河街 - 筲箕灣國語浸信會（成員）筲箕灣筲箕灣道 - 筲箕灣潮語浸信會（成員）筲箕灣南康街 - 銅鑼灣浸信會（成員）銅鑼灣屈臣道 - 銅鑼灣浸信會國際福音堂（非成員）北角電器道 - 耀東浸信會（成員）筲箕灣耀東邨 - 鰂魚涌浸信會（成員）北角七姊妹道 - 鰂魚涌浸信會西灣河福音堂（非成員）鰂魚涌英皇道 - 灣仔浸信會（成員）灣仔活道 - 灣仔潮語浸信會（成員）灣仔謝斐道 - 九龍城浸信會（成員）九龍城亞皆老街 - 九龍城潮語浸信會（成員）九龍城衙前圍道 - 九龍國語浸信會（成員）油麻地新填地街 - 九龍國際浸信會（成員）九龍塘聯合道 - 九龍塘浸信會（成員）深水埗歌和老街 - 土瓜灣浸信會（成員）土瓜灣榮光街 - 大學浸信會（成員）九龍塘窩打老道 - 尖沙嘴浸信會（成員）尖沙嘴金馬倫道 - 尖沙嘴國語浸信會（成員）尖沙嘴加連威老道 - 西九浸信會（非成員）油麻地佐敦道 - 佐敦浸信會（成員）佐敦渡船街 - 何文田浸信會（成員）何文田何文田邨 - 紅磡浸信會（成員）紅磡馬頭圍道 - 香港興華浸信會（成員）油麻地吳松街 - 恩典浸信會（成員）何文田梭椏道 - 培正道浸信會（成員）何文田培正道 - 生命河浸信會（成員）鰂魚涌英皇道 - 以勒浸信會（非成員）黃大仙鳳凰新村 - 牛池灣竹園潮語浸信會（成員）新蒲崗大有街 - 牛頭角浸信會（成員）九龍灣牛頭角道 - 牛頭角潮語浸信會（成員）牛頭角定富街 - 生命頌浸信會（成員）將軍澳寶寧路 - 西貢浸信會（成員）西貢新安村 - 恩約浸信會（非成員）九龍灣常悅道 - 恩潮浸信會（成員）鑽石山蒲崗村道 - 茶果嶺浸信會（成員）觀塘茶果嶺道 - 啟田浸信會（非成員）藍田德田邨 - 將軍澳浸信會（成員）將軍澳康盛花園 - 彩坪浸信會（成員）牛池灣永定道 - 彩明浸信會（非成員）觀塘駿業街 - 清水灣國際浸信會（成員）西貢清水灣道 - 博愛潮語浸信會（成員）慈雲山毓華里 - 博愛潮語浸信會東頭堂（非成員）新蒲崗東頭邨 - 博恩浸信會（成員）新蒲崗太子道東 - 順天浸信會（成員）觀塘順天邨 - 慈雲山浸信會（成員）慈雲山毓華里 - 慈愛浸信會（成員）慈雲山毓華街 - 榮恩浸信教會福音堂（非成員）觀塘巧明街 - 銅浸將軍澳福音堂（非成員）將軍澳尚德邨 - 觀塘浸信會（成員）觀塘功樂道 - 觀塘國語浸信會（成員）觀塘駿業街 - 觀潮浸信會（成員）觀塘翠屏道 - 讚頌之園浸信會（成員）鑽石山斧山道 - 鑽石山浸信會（成員）鑽石山鳳德道 - 九龍菲語浸信會（非成員）土瓜灣貴州街 - 大角咀浸信會（成員）大角咀通州街 - 以馬內利浸信會（成員）長沙灣幸福街 - 永約浸信會（成員）深水埗元洲街 - 尖沙嘴浸信會長沙灣福音堂（非成員）長沙灣長沙灣道 - 旺角浸信會（成員）旺角山東街 - 旺角潮語浸信會（成員）旺角弼街 - 香港菲語浸信會（成員）長沙灣永康街 - 牧羊人（菲語）浸信會（非成員）旺角通菜街 - 信心菲語浸信會（非成員）長沙灣永康街 - 青山道潮語浸信會（成員）深水埗長沙灣道 - 紅磡浸信會生命樂福音堂（非成員）大角嘴詩歌舞街 - 美門浸信會（成員）深水埗鴨寮街 - 恩典菲語浸信會（非成員）長沙灣永康街 - 基磐浸信會（成員）大角咀大同新村 - 崇恩浸信教會（非成員）旺角亞皆老街 - 深水埗浸信會（成員）長沙灣廣利道 - 勝利道潮語浸信會（成員）大角咀杉樹街 - 順天浸信會深水埗堂（非成員）深水埗通州街 - 新希望浸信會（成員）陽光堂: 荔枝角青山道、景林堂: 將軍澳景林邨 - 興田浸信會（成員）深水埗欽州街 - 錫安浸信會（成員）深水埗青山道 - 同寅浸信會（成員）大角咀合桃街 - 阡陌社區浸信會（成員）長沙灣長沙灣道 - 信望愛浸信會（成員）葵芳盛芳街 - 荃灣浸信會（成員）荃灣青山公路荃灣段 - 荃灣浸信會牧愛福音堂（非成員）荃灣沙咀道 - 荃灣潮語浸信會（成員）葵涌打磚坪街 - 基石浸信會（成員）葵涌和宜合道 - 基立浸信會（成員）葵芳盛芳街 - 深荃浸信會（成員）大窩口德大徑 - 葵涌浸信會（成員）石籬大隴街 - 樂滿浸信會（成員）葵涌盛芳街 - 麗城浸信會（成員）荃灣麗城花園 - 上水浸信會（成員）上水龍琛路 - 大埔主恩浸信會（成員）大埔運頭塘邨 - 大埔浸信會（成員）大埔大埔墟鄉事會坊 - 大埔國際浸信會（非成員）大埔廣福邨 - 西沙浸信會（非成員）馬鞍山安誠街 - 沙田浸信會（成員）沙田瀝源街 - 沙田潮語浸信會（成員）沙田大圍村南道 - 真理基石浸信會（成員）沙田安耀街 - 粉嶺浸信會（成員）粉嶺沙頭角公路龍躍頭段 - 粉嶺浸信會石湖墟浸信會福音堂（非成員）上水龍琛路 - 馬鞍山浸信會（成員）馬鞍山恆安邨 - 第一城浸信會（成員）沙田源順圍 - 富安浸信會禧年堂（成員）馬鞍山富安花園 - 富亨浸信會（非成員）大埔富亨邨 - 圓洲角浸信會（成員）沙田圓洲角路 - 圓洲角浸信會福溢堂（非成員）大圍田心街 - 嘉盛浸信會（成員）粉嶺嘉盛苑 - 廣林浸信會（成員）沙田廣林苑 - 廣源邨禧年浸信會（成員）沙田小瀝源村 - 又新浸信會（成員）元朗又新街 - 上環浸信會寶田福音堂（非成員）屯門寶田邨 - 大埔浸信會天澤福音堂（非成員）天水圍天澤邨 - 元朗浸信會（成員）元朗大旗嶺 - 元朗潮語浸信會真理堂（非成員）元朗壽富街 - 屯門浸信教會（成員）屯門青山公路 - 屯門浸信教會華恩福音堂（非成員）天水圍天華邨 - 屯門菲語浸信會（非成員）屯門良田新村 - 永興浸信會（成員）屯門河興街 - 尖沙嘴浸信會天福堂（非成員）元朗青山公路元朗段 - 旺角浸信會天恩福音堂（非成員）屏山上璋圍屏湖花園 - 青山浸信會（成員）屯門達仁坊 - 青山浸信會恆青福音堂（非成員）屯門石排頭路 - 朗福浸信會（非成員）屯門海榮路 |

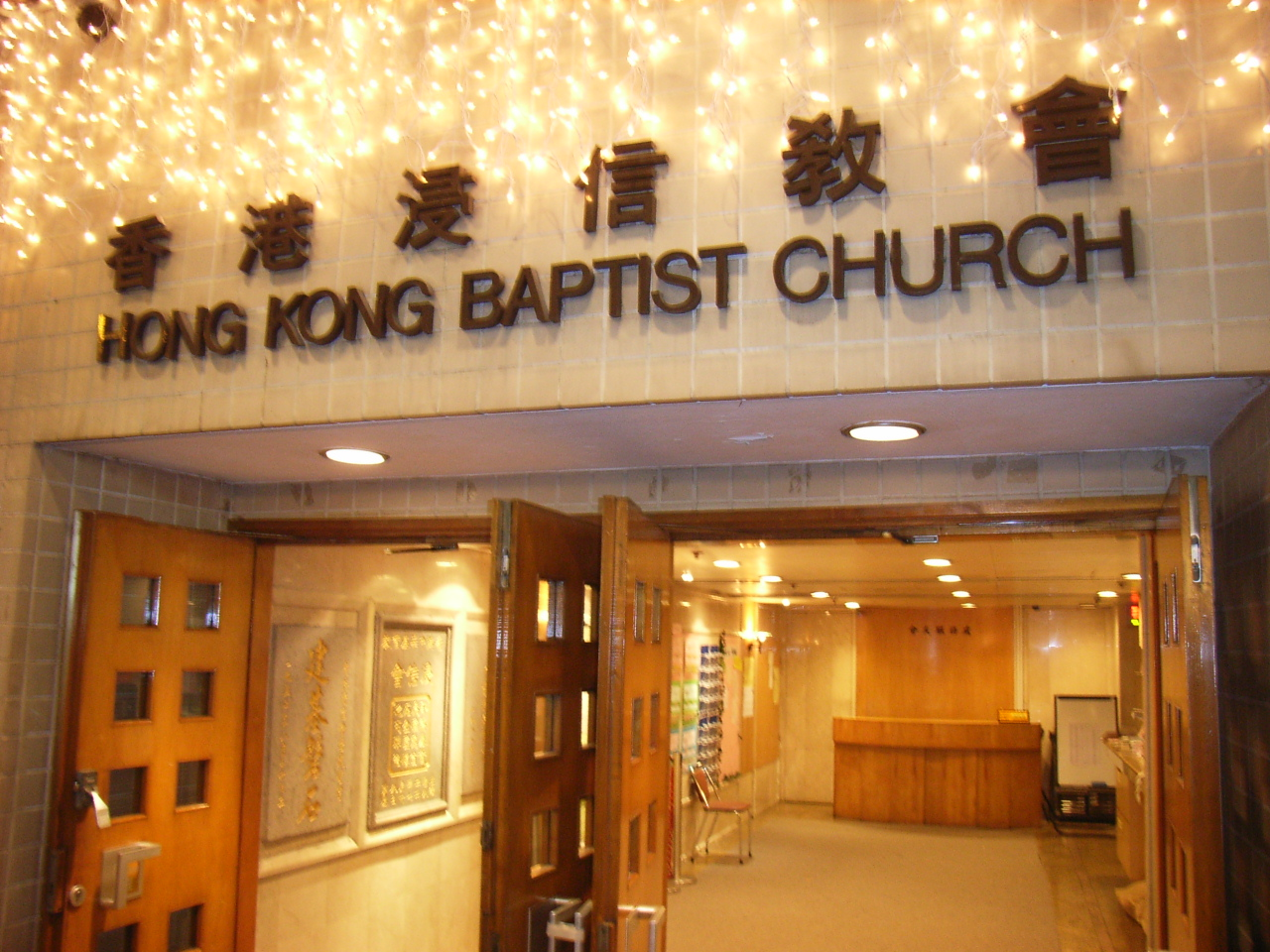
堅道香港浸信教會
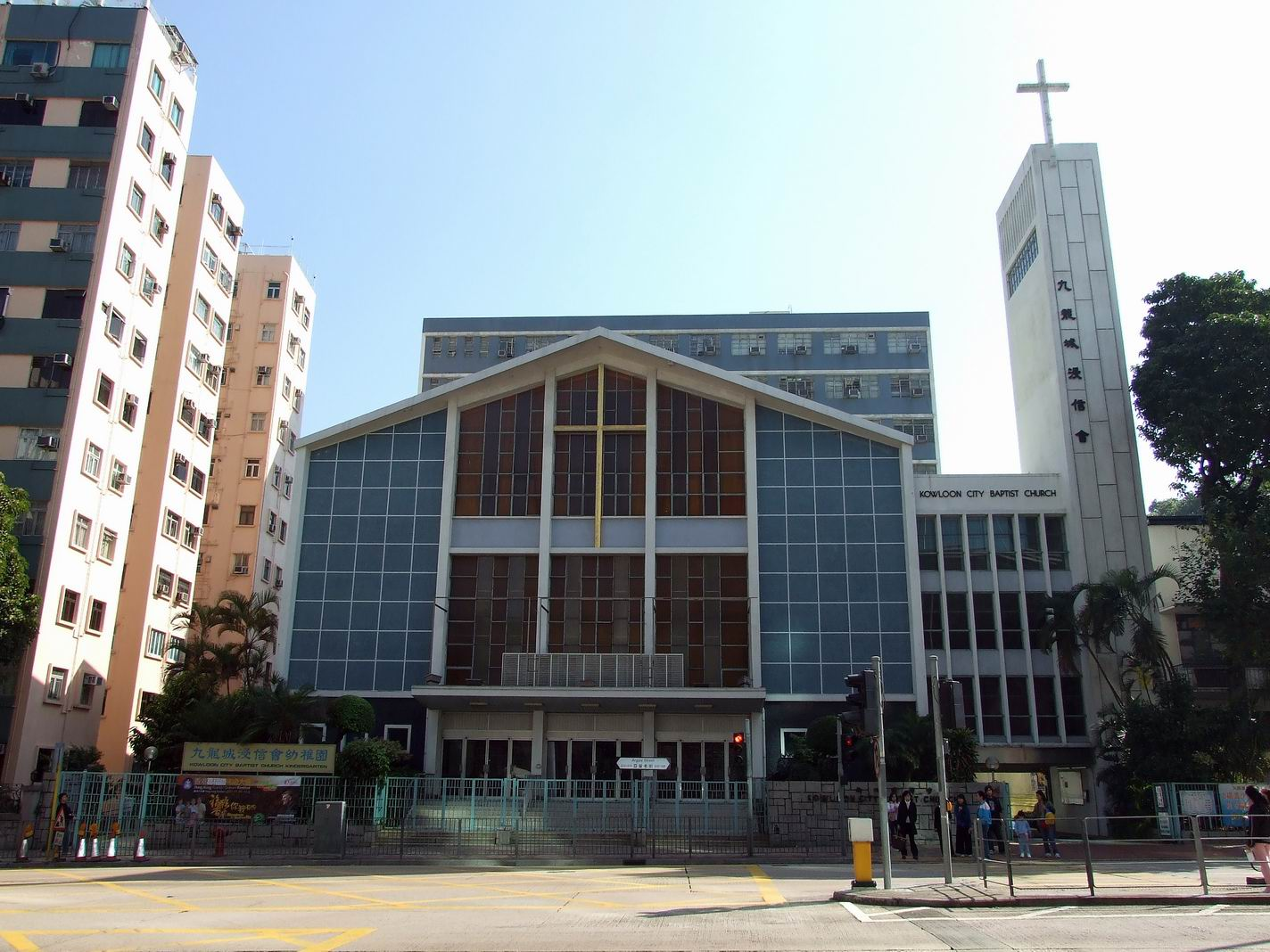
九龍城浸信會
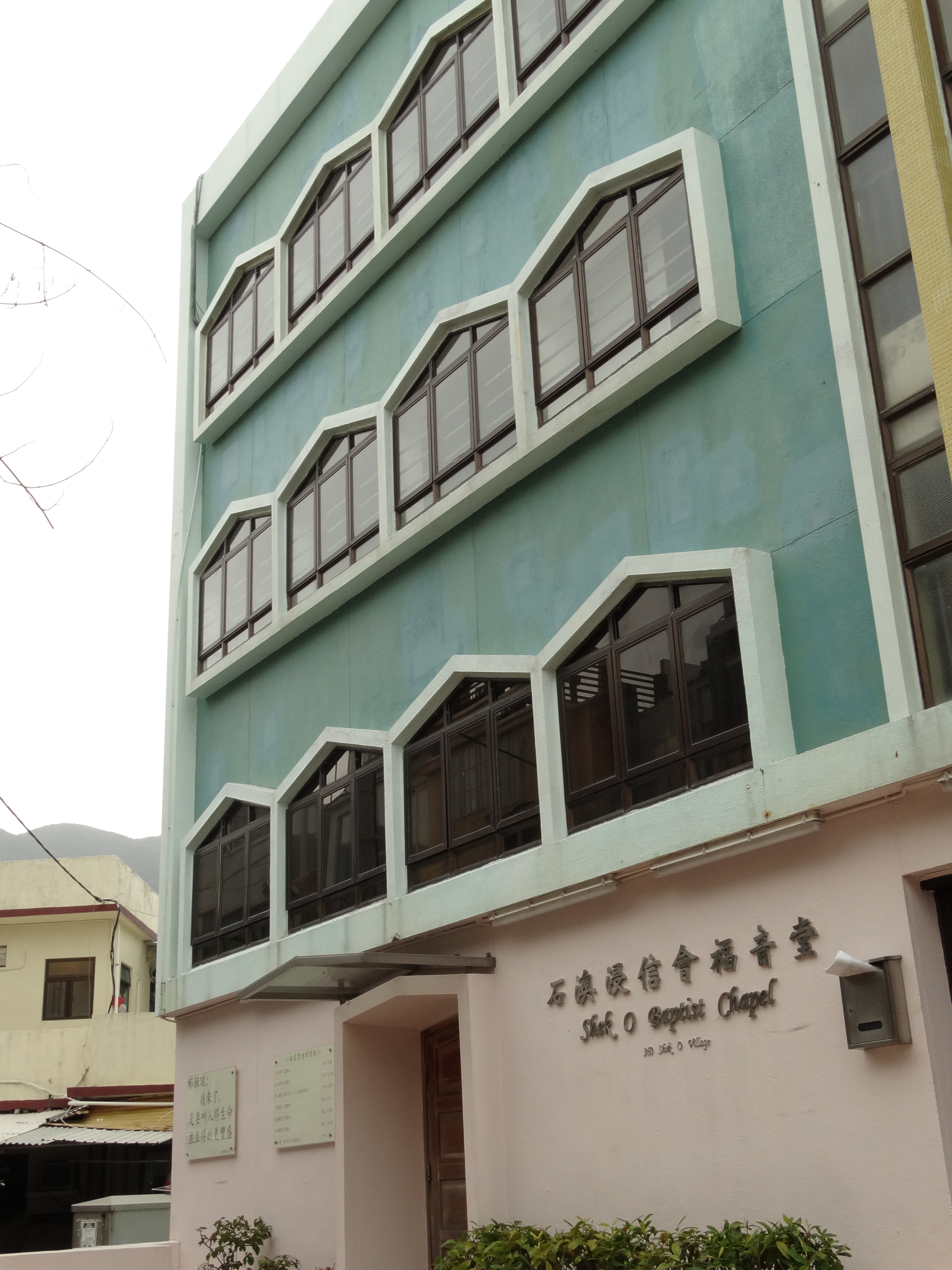
石澳浸信會福音堂

## 教育事工
1889年廣州浸信會開明人士廖德山、馮景謙、李濟良、李賢士等幾位廣州的基督徒創辦培正學校，在1933年，在九龍開設分校，1938年更有培道中學遷校香港。
1950年代以後，為配合社會需要，各浸信教會和浸聯會分別興辦幼稚園、小學和中學，至1998年香港浸信會辦有8間中學、7間小學及31間幼稚園。於1951年9月開辦浸信會神學院，更於1956年創辦今日的香港浸會大學（浸聯會仍保留若干個校董席位）。

### 直屬學校

#### 中學
- 香港培正中學
- 香港培道中學
- 浸信會呂明才中學
- 浸信會永隆中學（原名「香港浸信會聯會中學」）
- 澳門培正中學

#### 小學
- 香港浸信會聯會小學
- 香港培正小學
- 香港培道小學

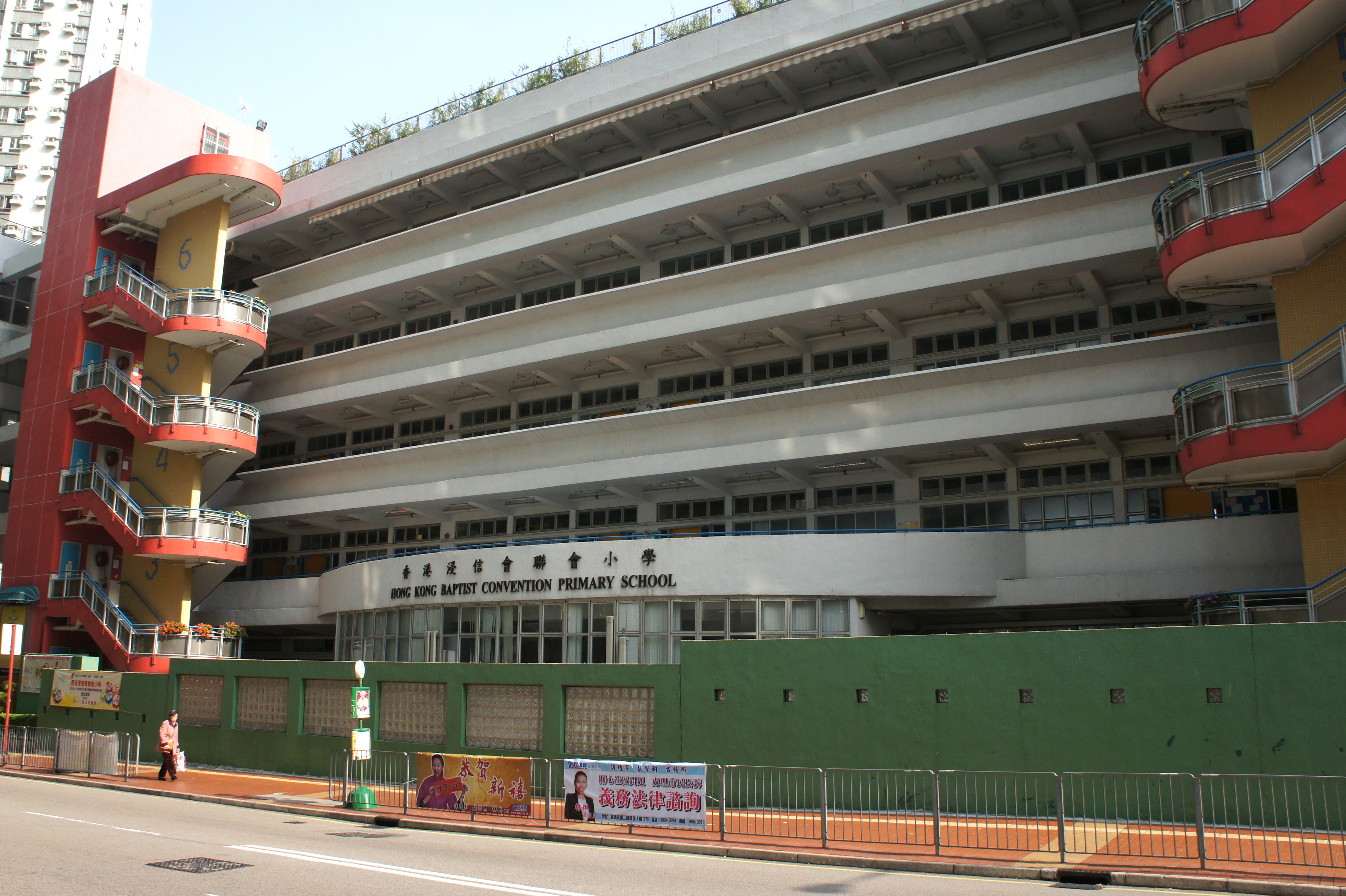
香港浸信會聯會小學，前方道路為青山公路－荃灣段。

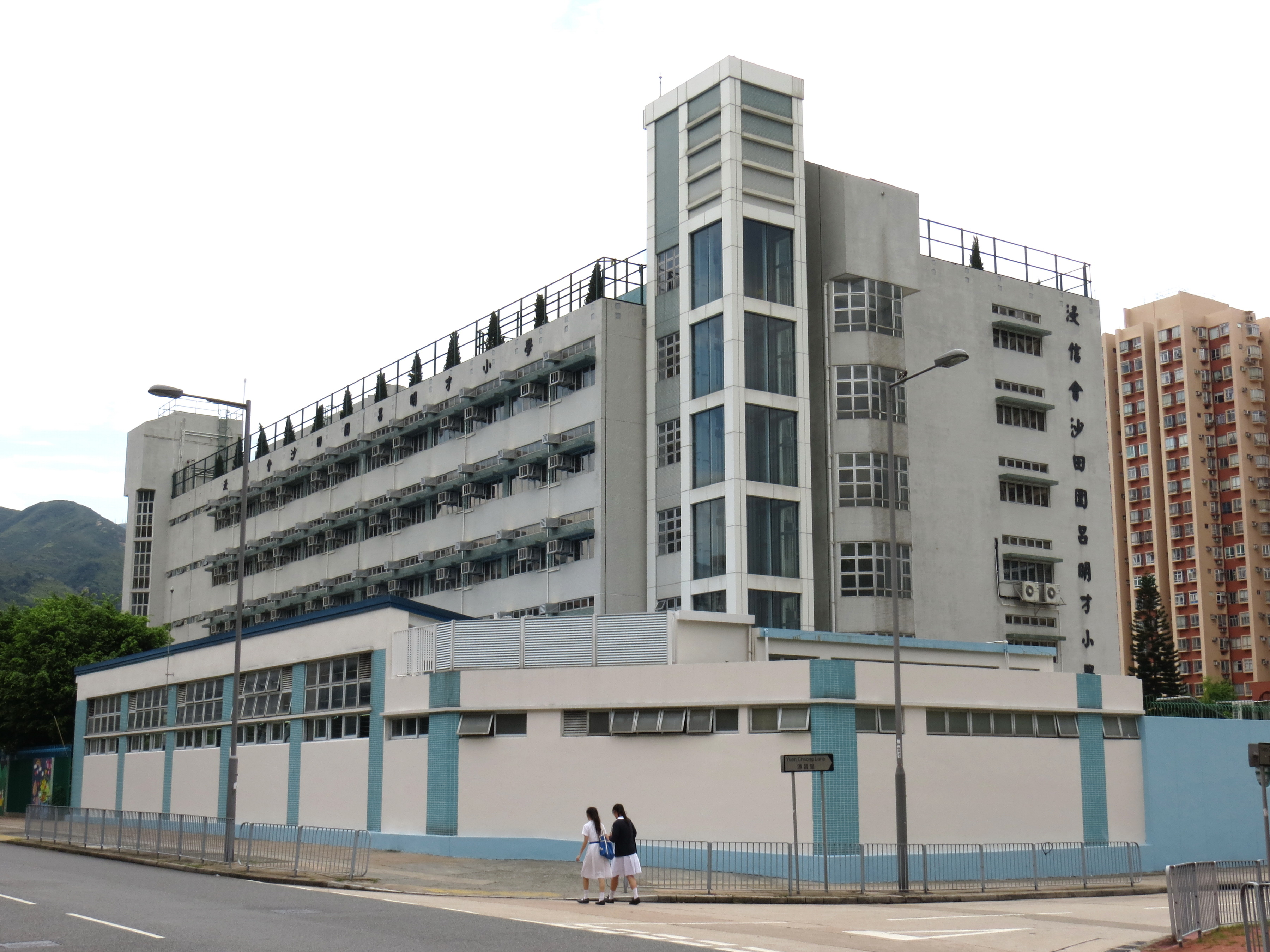
浸信會沙田圍呂明才小學

- 浸信會天虹小學 （2025年：新校舍獲孔憲紹慈善基金贊助，故此校宣佈將於同年9月起更名為「浸信會孔憲紹天虹小學」）
- 浸信會呂明才小學（原名「香港浸信會聯會第一小學」）
- 浸信會沙田圍呂明才小學

#### 幼稚園
- 香港浸信會聯會利安幼兒園
- 香港浸信會聯會香港西北扶輪社幼稚園
- 香港浸信會聯會寶田幼稚園
- 香港浸信會聯會耀興幼稚園
- 浸信會愛羣社會服務處培殷幼兒學校
- 香港培正小學(幼稚園)

#### 大專教育
- 香港浸信會聯會專業書院[5]
- 浸信會神學院
- 香港浸會大學
- 香港浸會大學國際學院
- 香港浸會大學持續教育學院

## 直屬機構
- 香港浸信會聯會差傳中心
- 香港浸信會神學院
- 香港浸信會神學院信徒神學教育部
- 香港浸信會醫院
- 香港浸信會醫院院牧部
- 香港浸信會醫院區樹洪健康中心
- 香港浸會園
- 浸信會愛羣社會服務處
- 彩坪浸信會鳳德自修室

## 外部連結
- 官方网站
- YouTube上的香港浸信會聯會頻道
- Baptist Convention of Hong Kong 香港浸信會聯會 （页面存档备份，存于） 香港浸會大學圖書館 華人基督教文獻保存計劃